# Kurfürstendamm (stacja metra)
Kurfürstendamm – stacja metra w Berlinie, w dzielnicy Charlottenburg, w okręgu administracyjnym Charlottenburg-Wilmersdorf, na linii U1 i U9. Stacja została otwarta w 1961 roku.